# Acanthostichus davisi
Espèce
Synonymes
- Cerapachys davisi Smith, 1942[2]
- Cerapachys (Parasyscia) davisi Smith, 1942[3]

Acanthostichus davisi est une espèce de fourmis nord-américaines de la sous-famille des Cerapachyinae.

## Systématique
L'espèce Acanthostichus davisi a été initialement décrite en 1942 par la myrmécologue américaine Marion Russell Smith (d) (1894-1981) sous le protonyme de Cerapachys (Parasyscia) davisi.

## Répartition
Lors de sa description, Marion Russell Smith indique que les quatre spécimens en sa possession proviennent de fort Davis au Texas.

## Description
Les spécimens analysés par Marion Russell Smith en 1942 mesuraient entre 3,8 et 4,2 mm.

## Étymologie
Son épithète spécifique, davisi, fait référence à sa localité type, le fort Davis au Texas.

## Publication originale
- (en) Marion R. Smith, « The males of two North American Cerapachyirie ants », Proceedings of the Entomological Society of Washington, Washington, Entomological Society of Washington (d), vol. 44,‎ 1942, p. 62-64 (ISSN 0013-8797 et 2378-6477, OCLC 630167895 et 1568029, lire en ligne).